# Nurun
 (septembre 2009).
Si vous disposez d'ouvrages ou d'articles de référence ou si vous connaissez des sites web de qualité traitant du thème abordé ici, merci de compléter l'article en donnant les références utiles à sa vérifiabilité et en les liant à la section « Notes et références ».
Nurun Inc., est un réseau d'agence publicitaire, fondé à Montréal et faisant partie de Publicis Groupe depuis 2014. Nurun est présente dans 4 continents avec 12 bureaux, regroupant plus de 4 000 personnes.

## Historique
- 1999 - Informission et Intelia fusionnent pour devenir Nurun.
- 2000 - Jacques Hervé acquiert Nurun.
- 2006 - Acquisition de China Interactive, l'une des premières agences de marketing interactif en Chine, située à Shanghai.
- 2008 - Nurun devient une filiale de Québecor Média I.[réf. nécessaire]
- 2010 - Transformation numérique de Québecor. Nurun devient responsable de toute la gestion numérique des 250 employés et 200 sites.
- 2011 - Acquisition d'Odopod, une agence de communication numérique située à San Francisco. Des clients internationaux entrent alors dans le réseau : Tesla, Google, etc.
- 2014 - Publicis Groupe acquiert Nurun[1].